# Ernst Auwärter
Ernst Auwärter — немецкая фирма, производящая автобусные кузова малой, средней и большой вместимости на шасси других фирм. Программа автобусов фирмы Ernst Auwärter Karosserie- und Fahrzeugbau KG достаточно широка и разнообразна: каждый автобус создаётся по индивидуальному проекту под конкретные заказы в единичном экземпляре или небольшой партией. Поэтому в её программе редко можно встретить два абсолютно одинаковых автобуса. Большинство из них создаётся на серийных шасси Mercedes-Benz, МАN, Volkswagen T4.

## Серия Clubstar
На шасси Atego 1223L и 1228L с мотором мощностью 230 и 280 л. с., с пневматической подвеской фирма предлагает особо комфортные автобусы Clubstar длиной 8,4-10,3 м вместимостью 26-38 человек.
Они оснащаются широкими угловыми диванами, откидными столиками, холодильником, мини-кухней и туалетом. Аналогичный 34-местный автобус-салон теперь выпускается и на 220-сильном шасси MAN 11.220.

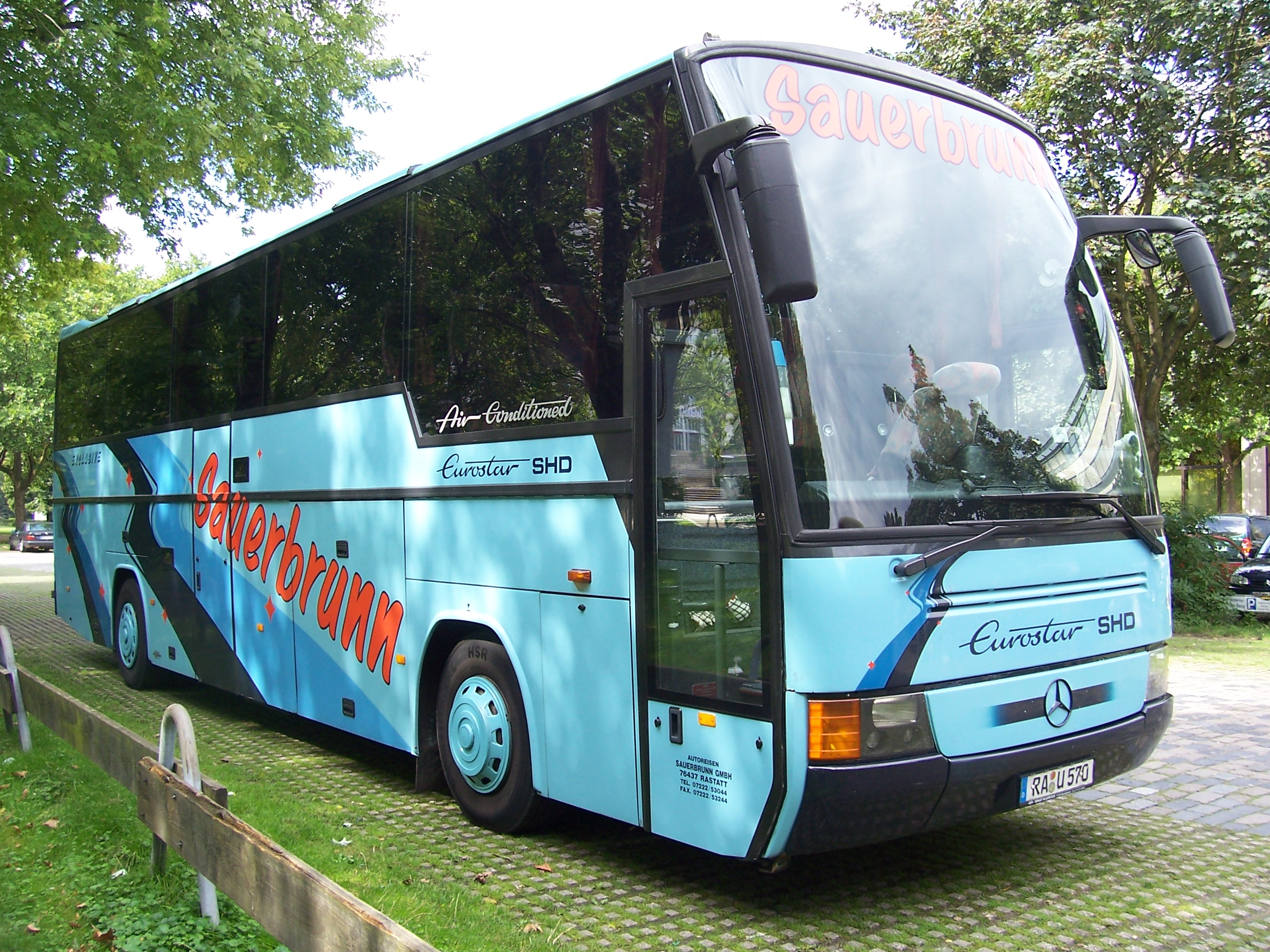
Ernst Auwärter Eurostar SHD

## Серия Eurostar (H, HD, HDS, SHD)
Отличаются высотой кузова. Использовались шасси Scania, Mercedes-Benz.
Eurostar SHD — туристские автобусы на 381-сильном шасси Mercedes O404.
Двухосный вариант длиной 12 м вмещает 52 человека, а два 3-осных автобуса Eurostar Jumbo (6х2) длиной 14 и 15 м могут перевозить 60-68 пассажиров.

## Серия Microstar
Малые туристские автобусы Microstar создаются на шасси Volkswagen T4 со 102-сильным дизелем, снабжённые высокими застеклёнными кузовами вместимостью до 23 пассажиров.
Малый автобус-салон на 2-осном шасси служит для индивидуального туризма и вмещает 5-9 человек, причём низкая посадка и широкие раздвижные двери позволяют размещать туристов на инвалидных колясках. Наиболее оригинальным является «большой» 3-осный туристский автобус-салон длиной 6,6 м на 13 посадочных мест.

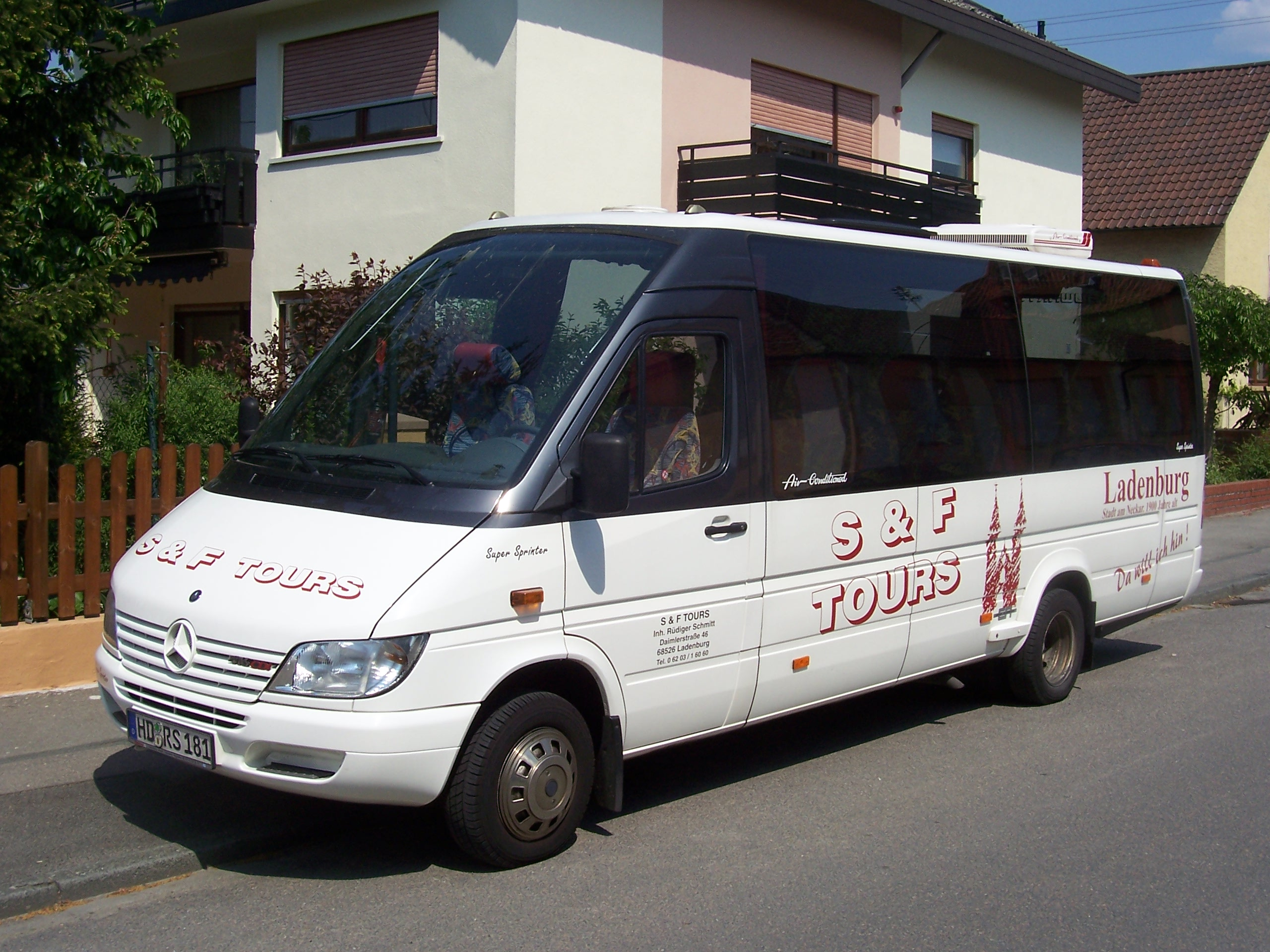
Ernst Auwärter Super Sprinter

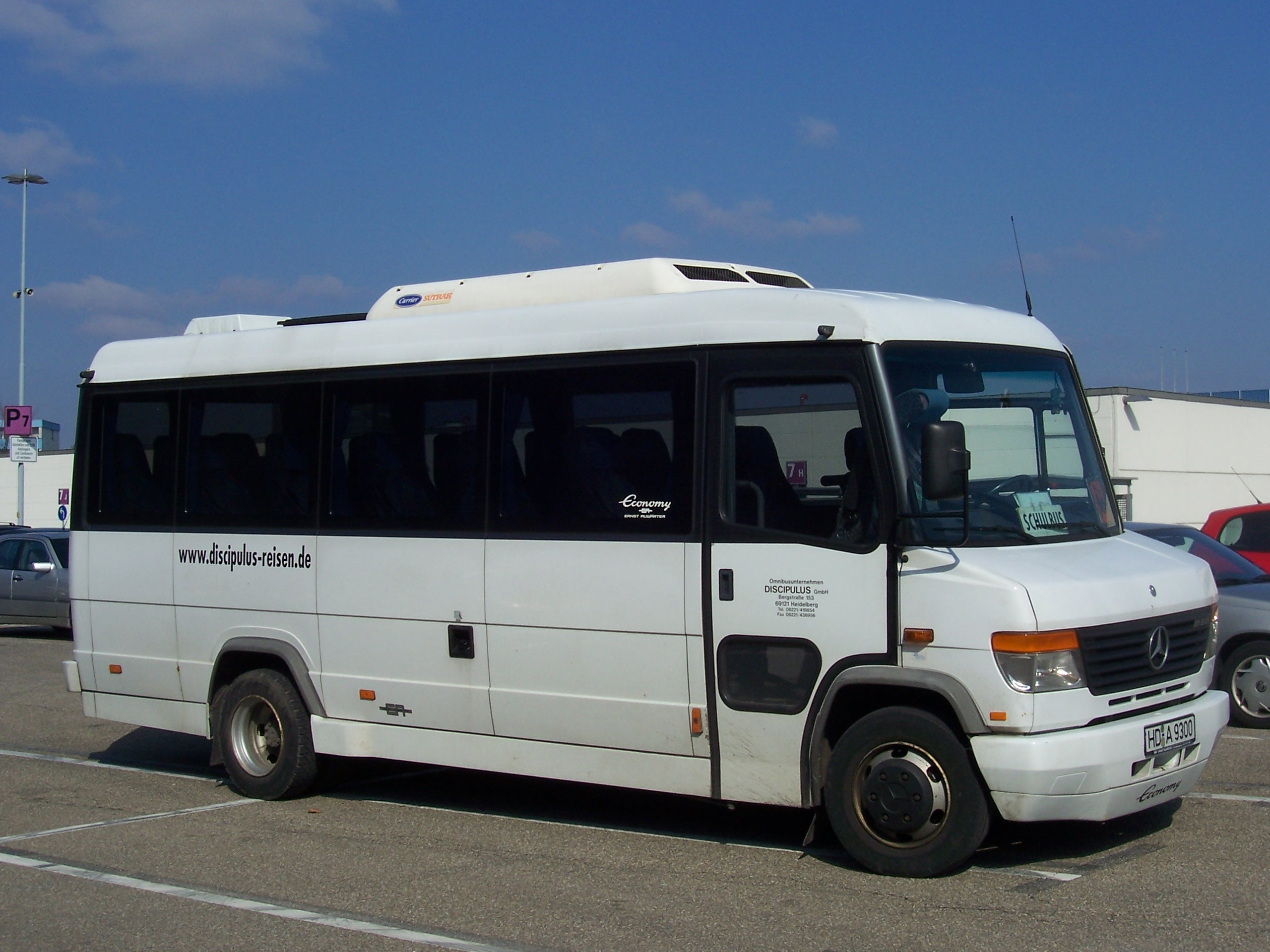
Ernst Auwärter Economy

## Серия Super Sprinter
С началом производства 156-сильного автомобиля Mercedes-Benz Sprinter 416CDi фирма Ernst Auwärter ввела в свою программу новую серию малых туристских автобусов Super Sprinter высокой комфортности длиной до 6,6 м. Они оснащаются высокими кузовами с широкими тонированными стёклами, раздвижными дверями с электроприводом и разной планировкой салона. В зависимости от исполнения их вместимость колеблется от 10 до 19 человек.

## Серия Teamstar
На 152-сильном шасси Vario 815D предлагается серия туристских или пригородных автобусов Economy длиной 7,1 м с упрощённым полукапотным кузовом. Самая обширная серия Teamstar создана на том же шасси Vario с нормальным или пониженным расположением пола салона и колёсной базой 4250 или 4800 мм.
В исполнении Teamstar Luxus Reisebus автобусы предлагаются для туризма, вариант Kombi служит грузопассажирским маршрутным такси, Midibus Komfort — это передвижной деловой салон.
Городские рейсовые автобусы на 18-23 места называются Teamstar City.